# Kwakwaka'wakw

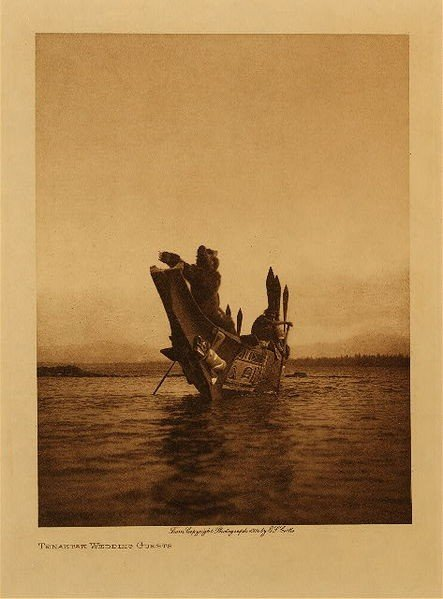
Kano gemaakt van een rode cederboom, foto Edward S. Curtis

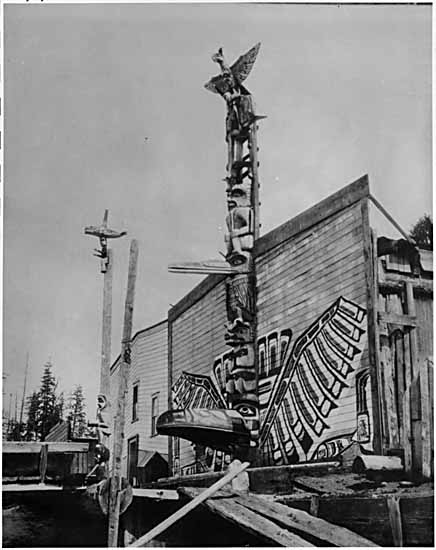

De Kwakwaka'wakw (vroeger bekend onder de naam Kwakiutl) is een autochtoon Noord-Amerikaans volk dat leeft in het noorden van Vancouvereiland in Canada, naburige eilanden, en delen van het vasteland van Brits-Columbia. Kwakwaka'wakw betekent "Degenen die Kwak'wala spreken". Er zijn ongeveer 5.500 Kwakwaka'wakw, waarvan slechts ongeveer 250 het Kwak'wala nog spreken. Hoewel de Kwakwaka'wakw dezelfde taal spreken, zijn er verschillende stammen binnen de Kwakwaka'wakw te onderscheiden, die elk zichzelf als een onafhankelijk volk beschouwen. De laatste jaren maakt de herleving van de cultuur en taal van de Kwakwaka'wakw weer een opmars.
Kwakwaka'wakw waren jagers en verzamelaars, waar de mannen visten en soms ook jaagden. De vrouwen verzamelden wild fruit en bessen. Weven en houtsnijwerk waren belangrijke onderdelen van de cultuur van de Kwakwaka'wakw. Rijkdom werd bepaald door de hoeveelheid slaven en goederen die een lid van de Kwakwaka'wakw bezat. Deze rijkdom werd tentoongesteld bij speciale zogeheten potlatch-ceremoniën. Antropoloog Franz Boas bestudeerde aan het eind van de negentiende eeuw deze gebruiken van de Kwakwaka'wakw, als onderdeel van een uitgebreide studie over laatstgenoemden. In tegenstelling tot de meeste andere maatschappijen was rijkdom niet afhankelijk van hoeveel je had, maar hoeveel je weggaf. Dit weggeven was een van de belangrijkste aspecten van een potlatch.
Tegenwoordig hebben de Kwakwaka'wakw zichzelf politiek verbonden in dertien zogeheten "band governments".

## Naam
De naam Kwakiutl, die tot in de jaren 80 gebruikt werd voor de Kwakwaka'wakw, is afkomstig van een van de stammen van de Kwakwaka'wakw, de Kwagu'ł, bij wie Franz Boas het meeste van zijn antropologische studie van de Kwakwaka'wakw uitvoerde. De naam werd uiteindelijk als pars pro toto foutief gebruikt voor het benoemen van alle stammen van de Kwakwaka'wakw, en tevens drie andere inheemse volken die geen Kwak'wala spreken, maar wiens taal wel tot dezelfde linguïstische groep behoort, genaamd de Wakashtalen. Deze volken, incorrect bekend als Noordelijke Kwakiutl, zijn de Haisla, Wuikinuxv en Heiltsuk.

## Geschiedenis

### Contact met Europeanen
Het eerste gedocumenteerde contact met de Kwakwaka'wakw was in 1792 met kapitein George Vancouver. Ziektes, die zich ontwikkelden als gevolg van direct contact met Europese kolonisten langs de westkust van Canada, decimeerden de inheemse Kwakwaka'wakw-bevolking tijdens de late negentiende eeuw/vroege twintigste eeuw. 75% van de Kwakwaka'wakw-bevolking stierf tussen 1830 en 1880.

## Cultuur

### Mythologie en oorsprong

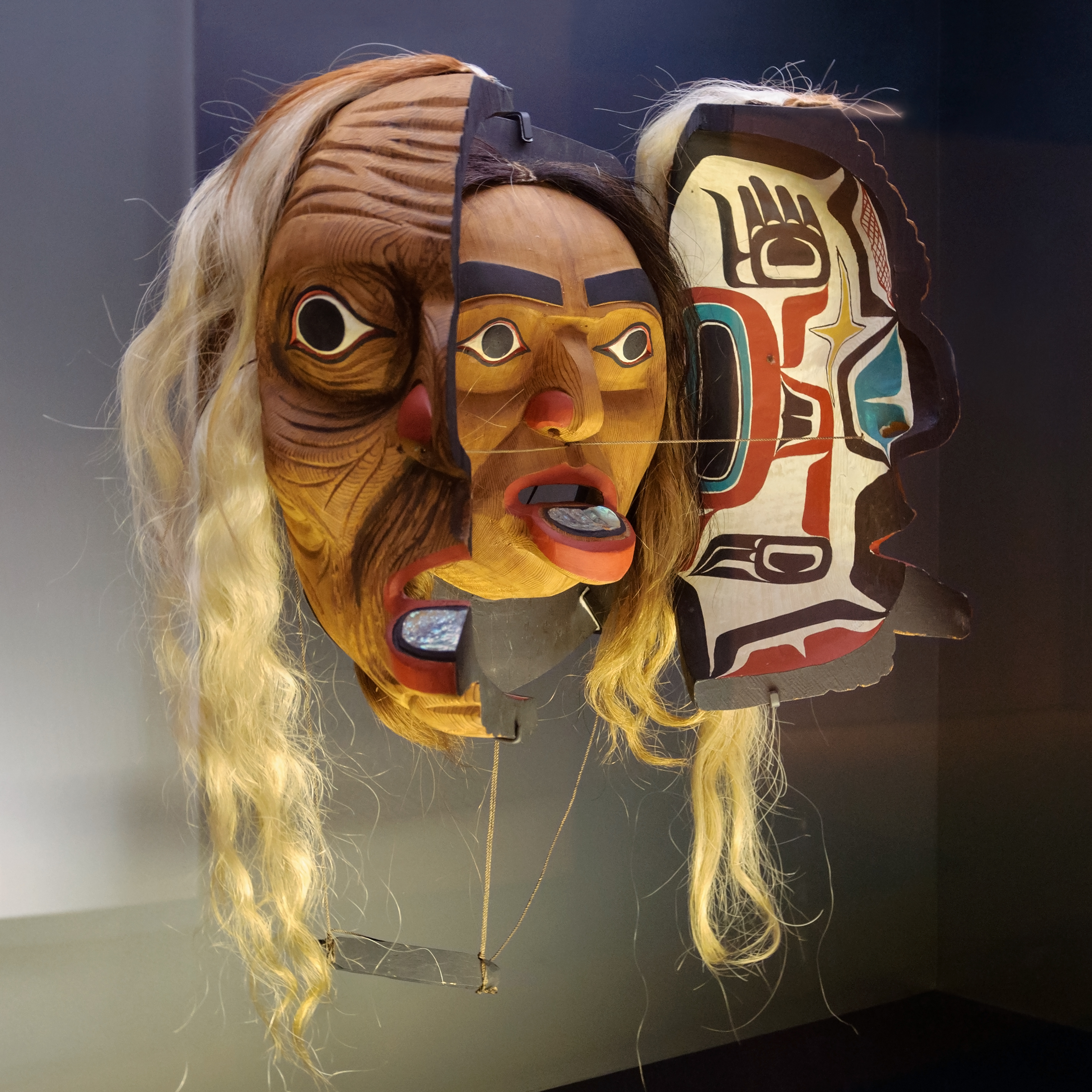
Masker

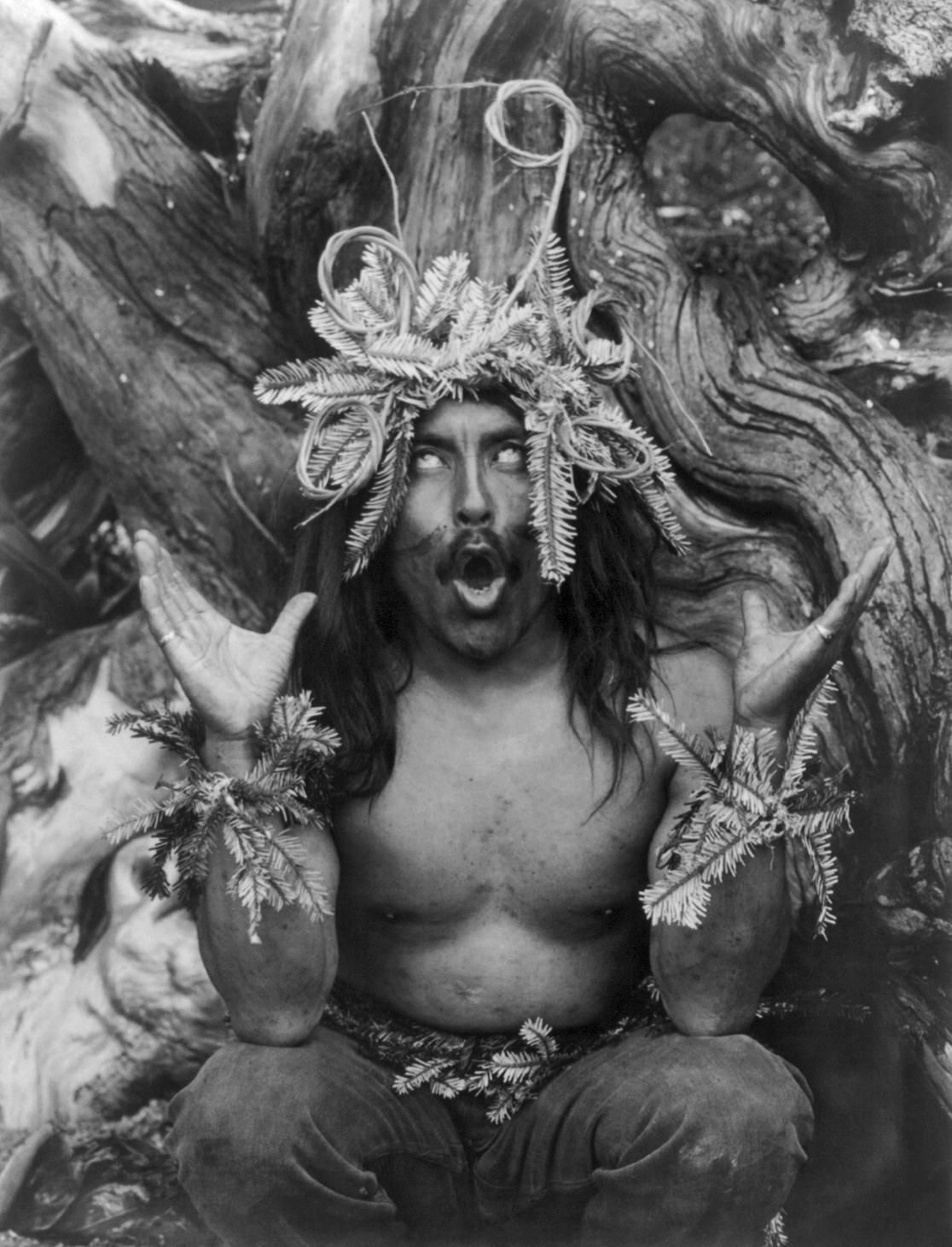
Hamatsa sjamaan tijdens een initiatie-rite, 13 november 1914

De Kwakwaka'wakw geloven dat hun voorouders (‘na’mima) in de vorm van dieren over het land, de zee of onder de grond naar het gebied kwamen waar de Kwakwaka'wakw nu leven. Wanneer een van deze voorouderlijke dieren aan was gekomen op de plaats waar hij moest wezen, veranderde het in zijn dierlijke verschijning in die van een mens. Sommige dieren die figureren in deze mythen zijn onder andere de Dondervogel en zijn broer Kolus, de meeuw, de orka en de Grizzlybeer. Sommige voorouders hadden een oorsprong als mens, en kwamen van verre plaatsen volgens de mythen.

## Stammen
Elke Kwakwaka'wakw-stam heeft zijn eigen clans, stamhoofden, geschiedenis en cultuur, maar is over het algemeen ongeveer hetzelfde als de andere van de Kwak'wala-sprekende stammen. Na epidemieën door contact met Europese kolonisten en andere gevolgen van kolonisatie raakten sommige stammen uitgestorven, en zijn sommige anderen opgegaan in andere stammen van de Kwakwaka'wakw.
| Stam            | IPA | Vertaling                                   | Gebied                           | Verengelste, archaïsche en afgeleide namen                          |
| --------------- | --- | ------------------------------------------- | -------------------------------- | ------------------------------------------------------------------- |
| Kwagu'ł         |     | Rook-Van-De-Wereld                          | Fort Rupert                      | Kwagyewlth, Kwakiutl                                                |
| Mamalilikala    |     | De-Mensen-Van-Malilikala                    | Village Island                   |                                                                     |
| 'Namgis         |     | Degenen-Die-Eén-Zijn-Wanneer-Ze-Samen-Komen | Alert Bay, Nimpkish River        | Nimpkish-Cheslakees                                                 |
| Ławit'sis       |     | De-Bozen                                    | Turnour Island                   | Tlowitsis                                                           |
| A'wa'et'ala     |     | Degenen-In-De-Inham                         | Dzawadli, Knight Inlet           |                                                                     |
| Da'naxda'xw     |     | Degenen-Van-De-Zandstenen                   | New Vancouver, Harbledown Island | Tanakteuk                                                           |
| Ma'amtagila     |     |                                             |                                  | Etsekin                                                             |
| Dzawada'enuxw   |     |                                             | Kingcome Inlet                   | Tsawataineuk                                                        |
| Kwikwasut'inuxw |     | Mensen-Van-De-Andere-Kant                   | Gilford Island                   | Kwicksutaineuk                                                      |
| Gwawa'enuxw     |     |                                             | Hopetown (Watson Island)         | Gwawaenuk                                                           |
| Haxwa'mis       |     |                                             | Wakeman Sound                    | Ah-kwa-mish                                                         |
| 'Nak'waxda'xw   |     |                                             | Blunden Harbour                  | Nakoaktok                                                           |
| Gwa'sala        |     |                                             | Smith Inlet                      |                                                                     |
| Gusgimukw       |     |                                             | Quatsino                         | Koskimo                                                             |
| Gwat'sinuxw     |     | Begin-Van-De-Inham-Mensen                   | Winter Harbour                   | Quatsino                                                            |
| T'lat'lasikwala |     | Degenen-Van-De-Zeekant                      | Hope Island                      |                                                                     |
| Weka'yi         |     |                                             | Cape Mudge, Quadra Island        | Weiwaikai, Yuculta, Euclataws, Laich-kwil-tach, Lekwiltok, Lik'wala |
| Wiwekam         |     |                                             | Campbell River                   | Weiwaikum                                                           |